# Blues Heaven
Frederikshavn Bluesfestival er en dansk indendørs festival afholdt i Frederikshavn siden 2006.
Tidligere navne på festivalen inkluderer Jeremy Spencer (2006), Sherman Robertson (2006 og 2009), Johnny Winter (2007), Walter Trout (2007), Gary Moore (2008), Dr. John (2008), Peter Green (2009), Louisiana Red (2010), Ronnie Baker Brooks (2010) og Imelda May (2010).
Konferencier i 2010 var Palle Thomsen.